# Ribonukleotidreduktáza

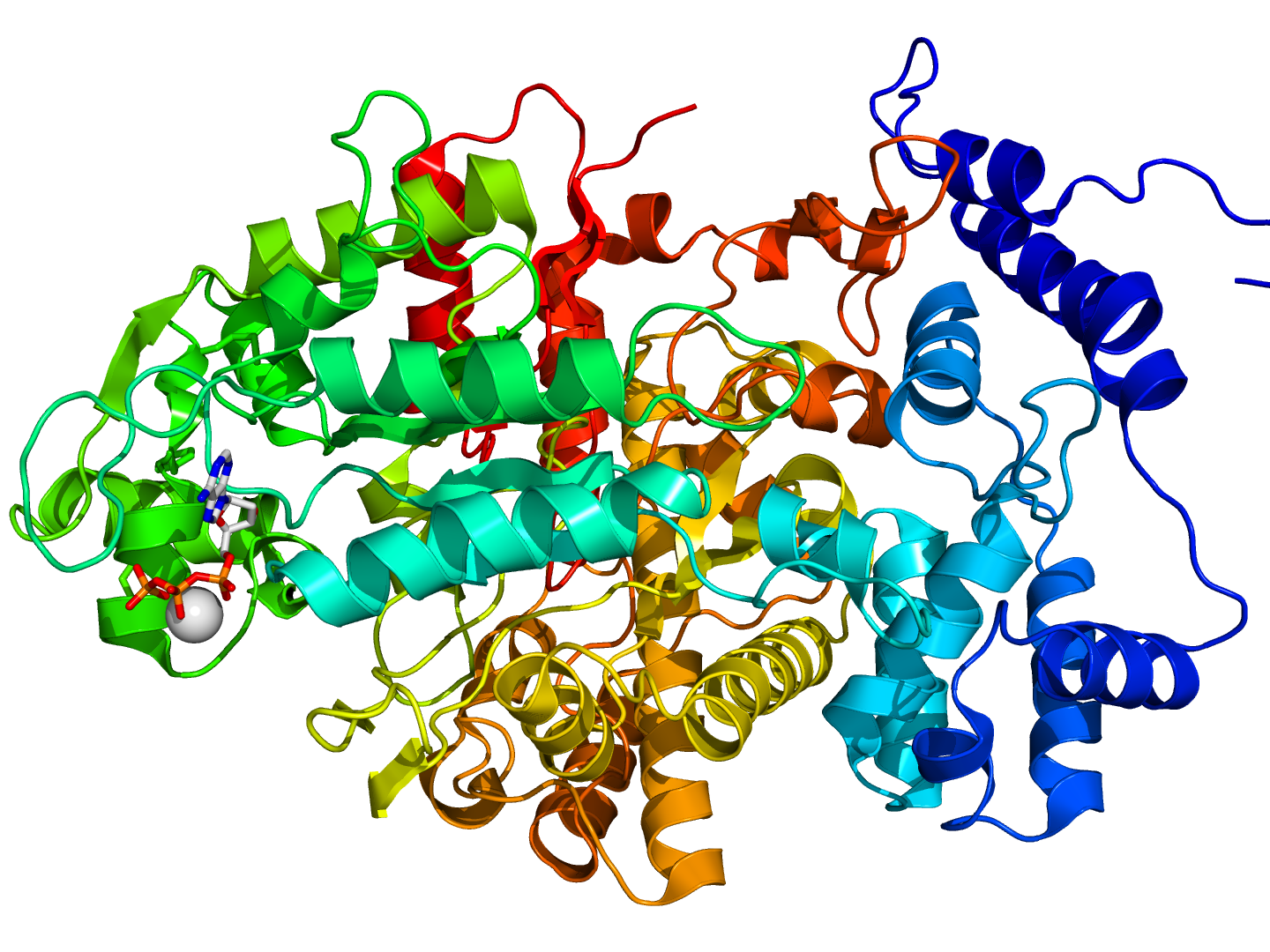
Podjednotka R1 ribonukleotidreduktázy z S. typhimurium

Ribonukleotidreduktáza je enzym přítomný u většiny druhů organismů, který katalyzuje redukci ribonukleotidů na deoxyribonukleotidy. Substrátem tohoto enzymu jsou ribonukleosiddifosfáty (NDP – tedy ADP, CDP, GDP, UDP), z nichž vytváří deoxyribonukleosiddifosfáty (dNDP).

## Reakce

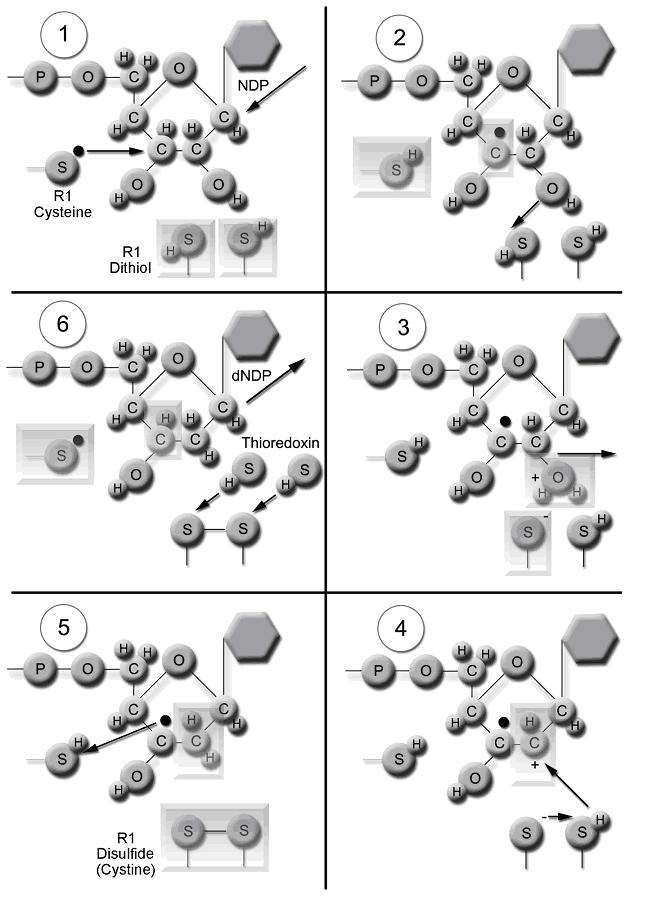
Katalytická reakce tohoto enzymu

Při reakci dochází k přenosu redukčních ekvivalentů z thioredoxinu (který je získává z koenzymu NADPH činností thioredoxinreduktázy) nebo z glutaredoxinu (který je získává z glutathionu). Enzym je u E. coli i u většiny eukaryotních organismů dimerní. Reakce, kterou katalyzuje ribonukleotidreduktáza, je zcela unikátní a nepodobná jiným enzymatickým reakcím. Je příkladem zapojení volných radikálů do enzymové chemie. Dvě aktivní místa se nachází uprostřed dimeru, mezi jeho podjednotkami (R1 a R2). V každém z aktivních míst přispívá R1 dvěma SH skupinami a R2 nese tyrosylový radikál.
Enzym je pod promyšlenou regulační kontrolou. Jeho celková aktivita je regulována vazbou ATP či dATP do jednoho z regulačních míst (ATP enzym aktivuje, dATP činnost enzymu tlumí). Druhé regulační místo váže ATP, dATP, dTTP a dGTP. Pokud je do tohoto místa navázáno ATP či dATP, aktivuje se redukce UDP a CDP. Když se do tohoto místa naváže dTTP nebo dGTP, aktivuje se redukce GDP, příp. ADP. Díky těmto dvěma regulačním procesům nejenže enzym pracuje jen tehdy, je-li v buňce potřeba doplnit deoxyribonukleosidtrifosfáty, ale systém je dokonce schopný reagovat na nadbytek konkrétních nukleotidů.

## Typy
- Třída I – Třída I ribonukleotidreduktáz vyžaduje kyslík – ten je nutný k regeneraci tyrosylových radikálů. Tato třída enzymů tedy funguje pouze v aerobním prostředí. Kofaktorem je železo.[2]
- Třída II – Třída II ribonukleotidreduktáz obsahuje kofaktor 5'-deoxyadenosylkobalamin.[2]
- Třída III – Tzv. nukleosidtrifofosfát reduktáza katalyzuje alternativní reakci s nukleosidtrifosfáty, které redukuje za současné oxidace thioredoxinu. Kofaktorem je kobalt. Byla nalezena u anaerobní bakterie Lactobacillus leichmannii,[1] podobný enzym však za anaerobních podmínek zřejmě začne produkovat i E. coli, ten obsahuje FeS centrum a pro činnost vyžaduje NADPH a S-adenosylmethionin.[2]